# Le Corps de Diane
Pour plus de détails, voir Fiche technique et Distribution.
Le Corps de Diane est un film franco-tchécoslovaque réalisé par Jean-Louis Richard, sorti en 1969. 
Ce film dramatique, coproduit par la Tchécoslovaquie a été tourné en Bohême, à Prague et à Paris d'octobre 1968 à janvier 1969.

## Synopsis
Diane et Julien se sont rencontrés en Tchécoslovaquie avant de se marier et de s'installer en France. Julien devient extrêmement jaloux lorsqu'il soupçonne Diane d'avoir une liaison amoureuse avec Geneviève. Sa folle jalousie rendent Diane au point qu'elle le pousse du haut d'une falaise.

## Fiche technique
- Titre français : Le Corps de Diane
- Réalisation : Jean-Louis Richard, assisté de Jérôme Kanapa
- Scénario : Jean-Louis Richard,  Jean-François Hauduroy et Richard Pierre Bourgeade d'après le roman de François Nourissier
- Photographie : Miroslav Ondrícek
- Montage : Josef Valusiak
- Musique : Antoine Duhamel
- Photographe de plateau : Miloslav Mirvald
- Pays d'origine :  France |  Tchécoslovaquie
- Format : Couleurs - Mono
- Genre : Film dramatique[2]
- Dates de sortie : 
  - France : 28 mai 1969

## Distribution
- Jeanne Moreau : Diane
- Charles Denner : Julien
- Elisabeth Wiener : Béatrice
- Joëlle LaTour : Geneviève
- Henri-Jacques Huet : Morel
- Zuzana Ruzickova
- James Sparrow : Agamemnon  [3]